# Cattedrale Aleksandr Nevskij
La cattedrale del Santo Ringraziamento Principe Aleksandr Nevskij (in russo, Собор Святого благоверного князя Александра Невского) è la principale cattedrale ortodossa della città di Jalta, in Crimea, localizzata nella strada Sadóvaya n.º 2 (ул. Садовая, 2).
L'edificio della cattedrale sta inseparabilmente legato alla casa Imperiale di Aleksandr Nevskij, e considerato santo. L'edificio della cattedrale venne costruito in onore ad Alessandro II di Russia, che è stato assassinato dalle mani della Narodnaja volja.

## Costruzione

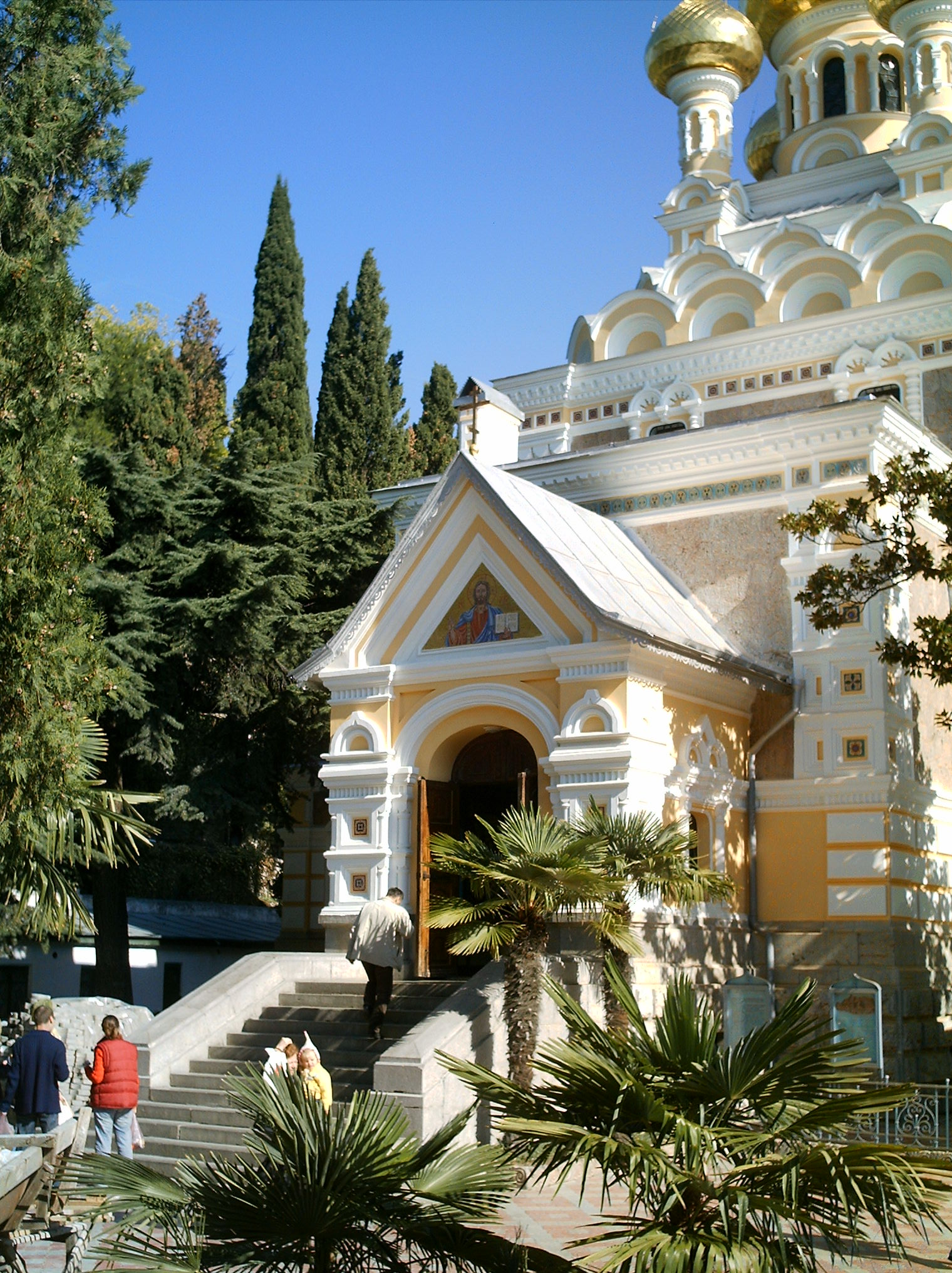
Ingresso della cattedrale

Il comitato di costruzione venne fondato il 1º di marzo del 1890, ad opera di un famoso ingegnere e etnografo della zona di Jalta, A. I. Berti-Delagard. Grandi somme di denaro furono donate dai cittadini più in vista come B. V. Jvoshchinski e I. F. Tokmakov, e parte del terreno fornito dal barone I. Wrangel. Gli architetti furono N. P. Krasnov e P. K. Terebenev, il cui progetto venne approvato personalmente dall'imperatore Alessandro III di Russia.
La posa della prima pietra avvenne il 1º maggio 1891, nel decimo anniversario della scomparsa dell'imperatore, cui partecipò l'imperatrice Maria Feodorovna. L'inaugurazione della cattedrale è avvenuta il 4 dicembre 1902, con la presenza di Nicolás II di Russia, la sua famiglia e il suo seguito.

## Descrizione
Dei due pavimenti, con le gallerie aperte, venne costruita la cattedrale di Jalta in stile russo antico, e decorata con numerosi elementi decorativi: pilastri, portali, terrazze coperte, ecc. Era dipinta con toni bianco-rosati. Accanto alla cattedrale venne costruito un campanile con undici campane che vennero fuse a Mosca. Le icone della cattedrale sono stato dipinte dai maestri di Mstery.
L'interno è stato disegnato dall'architetto S.P. Kroshechkin. L'iconostasi, la cupola e le pareti sono stato dipinte da I. Murashko di Kiev. Il mosaico con l'immagine del santo principe nel lato esteriore del tempio è stato eseguito dagli studenti veneziani di A. Salviati. La cupola della cattedrale è coperta di oro.
Accanto alla cattedrale, in vecchio stile di edificazione russa, proprio come progettato dall'architetto I. Kotenkov, venne eretta la casa del parroco. Nell'anno 1908 finisce l'edificazione di tre pavimenti, in quelli che installo la scuola parrocchiale in onore allo zar Aleksey, venne creato un rifugio per pazienti di tubercolosi, e la sala di riunione della fratellanza di Aleksandr Nevskij.
La fratellanza ortodossa di Aleksandr Nevskij si occupava di attività di carità, organizzava scuole parrocchiali e azioni missionarie, e nella Seconda Guerra Mondiale anche ha anche aiutato i feriti tramite un servizio di infermeria e ospedale.
Il primo abate della cattedrale, che ha reso la cattedrale la più amata dagli abitanti di Jalta, è stato A. E. Ternovsky, che a sua volta svolgeva servizio presso la Chiesa di Giovanni Crisostomo. Il tempio è stato chiuso nel 1938, e le campane sono state vendute per la sua fusione. Nella cattedrale ha funzionato un club sportivo, mentre l'edificio annesso venne usato come alloggio per gli insegnanti. Nel 1945 fu ristabilito il divino servizio nella cattedrale. Dopo tornò ad aprire anche la scuola parrocchiale, e dal 1995 funziona una scuola di educazione generale dove si insegna a 100 bambini.